# پری‌نارنجی پشت‌نارنجی
پری‌نارنجی پشت‌نارنجی (نام علمی: Icterus croconotus) نام یک گونه از سرده پری‌شاهرخ بر جدید است.